# Maeve Brennan
Maeve Brennan (Dublín, 6 de enero de 1917-Nueva York, 1 de noviembre de 1993), fue una escritora y periodista irlandesa, radicada en los Estados Unidos, que destacó por sus relatos y por sus crónicas. Ha sido recuperada en el siglo XXI.

## Trayectoria
Su padre, Robert Brennan, fue un destacado activista político irlandés, condenado a muerte en Dublín por su participación en la Rebelión de Pascua de 1916 (la pena le fue conmutada). Con su familia, romántica y republicana, Maeve Brennan emigró en 1934 a Estados Unidos, al ser enviado su padre como primer embajador en Washington de la joven república irlandesa.
Cuando la familia regresó a Dublín, ella prefirió quedarse a vivir en Nueva York, con sus dos hermanas. Poco después, comenzó a colaborar en la prensa neoyorquina. Hizo unos magníficos retratos sobre el Nueva York menos conocido.
Fue colaboradora en Harper's Bazaar y en el The New Yorker. Al principio, escribió sobre moda femenina y enseguida comenzó a publicar reseñas de libros muy notables creando un personaje admirado por ella misma. En el The New Yorker había publicado una serie de crónicas urbanas, bajo el pseudónimo de "The Long-Winded Lady", luego recopiladas en un libro: Crónicas de Nueva York. 
Sus relatos fueron publicados en dos entregas In and Out of Never-Never Land (1969) y Christmas Eve (1974). Esas ediciones tuvieron cierto eco en el momento, pero no se publicaron en rústica y además no llegaron ni a Irlanda ni al Reino Unido.
Su desgracia amorosa con un británico depresivo y alcohólico que finalmente acabó abandonándola, la llevó a una depresión y al abandono total, personal y profesional por veinte años, lo que facilitó su olvido durante décadas. Sus relatos Las fuentes del afecto aparecieron en 1997, también  los de The Rose Garden, tres años después. Y su novela corta  De visita fue publicada póstumamente, al rescatarla en 2000 de entre sus manuscritos. Grandes escritores como Maxwell o Alice Munro han elogiado la calidad de sus textos.

## Obra

### Relatos
- In and Out of Never-Never Land (1969)
- Christmas Eve (1974)
- The Springs of Affection: Stories of Dublin (1997). Tr.: Las fuentes del afecto: cuentos dublineses, Alfabia, 2012 ISBN 978-84-940077-3-6
- The Rose Garden: Short Stories (2000)
- The Visitor (2000). Tr.: La visita, Lumen, 2001 ISBN 978-84-264-1483-0

### Artículos
- The Long-Winded Lady: Notes from the New Yorker (1969)
- The Long-Winded Lady: Notes from the New Yorker (1998). Tr.: Crónicas de Nueva York, Alfabia, 2005 ISBN 978-84-938909-2-6